# Cicindela oregona
Cicindela oregona är en skalbaggsart som beskrevs av Leconte 1860. Cicindela oregona ingår i släktet Cicindela och familjen jordlöpare.

## Underarter
Arten delas in i följande underarter:
- C. o. guttifera
- C. o. maricopa
- C. o. navajoensis
- C. o. oregona

## Bildgalleri

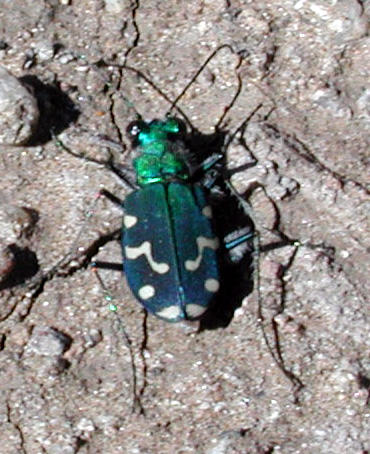